# Omphalia anthiceps
Omphalia anthiceps är en svampart som först beskrevs av Berk. & M.A. Curtis, och fick sitt nu gällande namn av Pier Andrea Saccardo 1887. Omphalia anthiceps ingår i släktet Omphalia och familjen Tricholomataceae.   Inga underarter finns listade i Catalogue of Life.